# Świadek koronny (film 2007)
Świadek koronny – polski film sensacyjny z 2007 roku, stworzony jako dodatkowy efekt prac nad serialem telewizyjnym Odwróceni, którego premiera odbyła się 16 marca 2007 na antenie telewizji TVN. Akcja filmu ma miejsce trzy lata po wydarzeniach przedstawionych w serialu.
Plan filmowy stanowił Dom Zdrojowy "Senator" w Jastarni.

## Obsada
- Paweł Małaszyński – dziennikarz Marcin Kruk
- Robert Więckiewicz – Jan „Blacha” Blachowski, kapitan mafii pruszkowskiej
- Urszula Grabowska – operatorka Iwona Filska
- Artur Żmijewski – podinspektor Paweł Sikora
- Małgorzata Foremniak – Mira Blachowska
- Andrzej Grabowski – Jarosław Kowalik „Kowal”, członek zarządu mafii
- Andrzej Zieliński – Andrzej Basiak „Mnich”, członek zarządu mafii
- Maciej Kozłowski – Roman Kraus „Szybki”, lider mafii pruszkowskiej
- Janusz Chabior – Ryszard Nowak „Rysiek”, członek mafii pruszkowskiej
- Szymon Bobrowski – Władysław Różycki „Skalpel”, kapitan mafii pruszkowskiej
- Alicja Dąbrowska – Małgośka Sarnecka
- Wojciech Zieliński – Arkadiusz Cyganik „Cyga”
- Krzysztof Globisz – Robert Gazda
- Monika Dryl – żona Marcina Kruka
- Przemysław Bluszcz – Lewar, jeden z członków mafii
- Michał Koterski – Dzikus
- Leszek Lichota – Łukasz Ozga
- Anna Dereszowska – Laura Różycka; żona „Skalpela”; znajoma Miry w klubie Kowala
- Andrzej Krukowski – Jankes
- Maja Hirsch – policjantka Iza
- Piotr Kazimierczak – policjant Mandżaro
- Katarzyna Paczyńska – Kasia; córka „Blachy”
- Janusz Nowicki – senator Zdzisław Pokrzywa-Lewiński
- Paweł Burczyk – „Żyła”
- Andrzej Mastalerz – informator Edzio
- Łukasz Simlat – mężczyzna zabity przez Sarnecką
- Anna Gzyra  – kobieta siedząca w restauracji (nie występuje w napisach)